# Paralimna lynx
Paralimna lynx är en tvåvingeart som beskrevs av Cresson 1933. Paralimna lynx ingår i släktet Paralimna och familjen vattenflugor. Inga underarter finns listade i Catalogue of Life.